# Yeo Island
Yeo Island är en ö i Kanada.   Den ligger i Central Coast Regional District och provinsen British Columbia, i den sydvästra delen av landet, 3 800 km väster om huvudstaden Ottawa. Arean är 96 kvadratkilometer.
Terrängen på Yeo Island är kuperad. Öns högsta punkt är 739 meter över havet. Den sträcker sig 18,4 kilometer i nord-sydlig riktning, och 10,9 kilometer i öst-västlig riktning.
I omgivningarna runt Yeo Island växer i huvudsak barrskog. Trakten runt Yeo Island är nära nog obefolkad, med mindre än två invånare per kvadratkilometer.